# Moyen (Meurthe i Mosel·la)
Moyen és un municipi francès situat al departament de Meurthe i Mosel·la i a la regió del Gran Est. L'any 2007 tenia 533 habitants.

## Demografia

### Població
El 2007 la població de fet de Moyen era de 533 persones. Hi havia 192 famílies, de les quals 56 eren unipersonals (28 homes vivint sols i 28 dones vivint soles), 32 parelles sense fills, 88 parelles amb fills i 16 famílies monoparentals amb fills.
La població ha evolucionat segons el següent gràfic:
Habitants censats

### Habitatges
El 2007 hi havia 250 habitatges, 201 eren l'habitatge principal de la família, 30 eren segones residències i 19 estaven desocupats. 247 eren cases i 2 eren apartaments. Dels 201 habitatges principals, 165 estaven ocupats pels seus propietaris, 30 estaven llogats i ocupats pels llogaters i 6 estaven cedits a títol gratuït; 1 tenia una cambra, 4 en tenien dues, 13 en tenien tres, 43 en tenien quatre i 140 en tenien cinc o més. 156 habitatges disposaven pel capbaix d'una plaça de pàrquing. A 102 habitatges hi havia un automòbil i a 67 n'hi havia dos o més.

### Piràmide de població
La piràmide de població per edats i sexe el 2009 era:
| Homes | Edats   | Dones |
| ----- | ------- | ----- |
| 0     | 95 o +  | 0     |
| 0     | 90 a 94 | 0     |
| 8     | 85 a 89 | 4     |
| 0     | 80 a 84 | 4     |
| 8     | 75 a 79 | 12    |
| 8     | 70 a 74 | 12    |
| 8     | 65 a 69 | 24    |
| 12    | 60 a 64 | 20    |
| 4     | 55 a 59 | 4     |
| 32    | 50 a 54 | 20    |
| 16    | 45 a 49 | 12    |
| 24    | 40 a 44 | 32    |
| 20    | 35 a 39 | 4     |
| 8     | 30 a 34 | 12    |
| 8     | 25 a 29 | 8     |
| 16    | 20 a 24 | 0     |
| 36    | 15 a 19 | 8     |
| 16    | 10 a 14 | 20    |
| 12    | 5 a 9   | 16    |
| 8     | 0 a 4   | 12    |

## Economia
El 2007 la població en edat de treballar era de 343 persones, 225 eren actives i 118 eren inactives. De les 225 persones actives 188 estaven ocupades (122 homes i 66 dones) i 37 estaven aturades (17 homes i 20 dones). De les 118 persones inactives 36 estaven jubilades, 36 estaven estudiant i 46 estaven classificades com a «altres inactius».

### Ingressos
El 2009 a Moyen hi havia 208 unitats fiscals que integraven 543 persones, la mediana anual d'ingressos fiscals per persona era de 14.504 €.

### Activitats econòmiques
Dels 14 establiments que hi havia el 2007, 1 era d'una empresa alimentària, 1 d'una empresa de fabricació de material elèctric, 2 d'empreses de fabricació d'altres productes industrials, 2 d'empreses de construcció, 2 d'empreses de comerç i reparació d'automòbils, 1 d'una empresa de transport, 1 d'una empresa d'hostatgeria i restauració, 1 d'una empresa de serveis i 3 d'empreses classificades com a «altres activitats de serveis».
Dels 3 establiments de servei als particulars que hi havia el 2009, 1 era un taller de reparació d'automòbils i de material agrícola, 1 guixaire pintor i 1 restaurant.
L'únic establiment comercial que hi havia el 2009 era una fleca.
L'any 2000 a Moyen hi havia 11 explotacions agrícoles que ocupaven un total de 780 hectàrees.

## Equipaments sanitaris i escolars
El 2009 hi havia una escola elemental integrada dins d'un grup escolar amb les comunes properes formant una escola dispersa.

## Poblacions més properes
El següent diagrama mostra les poblacions més properes.